# Paul Brönnimann
Pour les articles homonymes, voir Brönnimann.
Paul Brönnimann, né à Bienne le 11 février 1913 et mort à Genève le 7 janvier 1993 est un paléontologue et géologue.
Il étudia les microfossiles  et les foraminifères, et le genre Nannoconus (micropaléontologie) : plusieurs espèces de Nannoconi portent son nom, comme Nannoconus globulus Brönnimann.
Le Prix International Paul Brönnimann a été créé en son honneur.